# Kevin Gravel
Kevin Gravel, född 6 mars 1992, är en amerikansk professionell ishockeyback.
Gravel spelar för Edmonton Oilers i NHL.
Han har tidigare spelat på NHL-nivå för Los Angeles Kings och på lägre nivåer för Ontario Reign och Manchester Monarchs i AHL, St. Cloud State Huskies (St. Cloud State University) i NCAA, Sioux City Musketeers i USHL och Marquette Rangers i NAHL.
Gravel draftades i femte rundan i 2010 års draft av Los Angeles Kings som 148:e spelare totalt.
Den 1 juli 2018 skrev han som free agent på ett ettårskontrakt värt 700 000 dollar med Edmonton Oilers.

## Statistik
| 2007–08     | Marquette Electricians  |             | 65  | 2  | 8  | 10 | 26 | —  | — | —  | —  | — |
|             | Marquette Electricians  | T1EHL       | 26  | 0  | 3  | 3  | 12 | —  | — | —  | —  | — |
| 2008–09     | Marquette Rangers       | NAHL        | 58  | 3  | 11 | 14 | 29 | —  | — | —  | —  | — |
|             | U.S. National U17 Team  |             | 3   | 0  | 1  | 1  | 4  | —  | — | —  | —  | — |
| 2009–10     | Sioux City Musketeers   | USHL        | 53  | 3  | 3  | 6  | 36 | —  | — | —  | —  | — |
| 2010–11     | St. Cloud State Huskies | NCAA        | 36  | 1  | 5  | 6  | 4  | —  | — | —  | —  | — |
| 2011–12     | St. Cloud State Huskies | NCAA        | 37  | 1  | 7  | 8  | 12 | —  | — | —  | —  | — |
| 2012–13     | St. Cloud State Huskies | NCAA        | 42  | 1  | 11 | 12 | 25 | —  | — | —  | —  | — |
| 2013–14     | St. Cloud State Huskies | NCAA        | 38  | 10 | 13 | 23 | 2  | —  | — | —  | —  | — |
|             | Manchester Monarchs     | AHL         | 5   | 0  | 0  | 0  | 2  | —  | — | —  | —  | — |
| 2014–15     | Manchester Monarchs     | AHL         | 58  | 6  | 9  | 15 | 23 | 19 | 0 | 5  | 5  | 0 |
| 2015–16     | Los Angeles Kings       | NHL         | 5   | 0  | 0  | 0  | 0  | —  | — | —  | —  | — |
|             | Ontario Reign           | AHL         | 55  | 7  | 13 | 20 | 30 | 12 | 1 | 6  | 7  | 4 |
| 2016–17     | Los Angeles Kings       | NHL         | 49  | 1  | 6  | 7  | 6  | —  | — | —  | —  | — |
|             | Ontario Reign           | AHL         | 6   | 0  | 2  | 2  | 0  | —  | — | —  | —  | — |
| 2017–18     | Los Angeles Kings       | AHL         | 16  | 0  | 3  | 3  | 2  | 1  | 0 | 0  | 0  | 0 |
|             | Ontario Reign           | AHL         | 25  | 3  | 8  | 11 | 17 | —  | — | —  | —  |   |
| 2018–19     | Edmonton Oilers         | NHL         | —   | —  | —  | —  | —  | —  | — | —  | —  | — |
| NHL totalt  | NHL totalt              | NHL totalt  | 70  | 1  | 9  | 10 | 8  | 1  | 0 | 0  | 0  | 0 |
| AHL totalt  | AHL totalt              | AHL totalt  | 149 | 16 | 32 | 48 | 72 | 31 | 1 | 11 | 12 | 4 |
| NCAA totalt | NCAA totalt             | NCAA totalt | 153 | 13 | 36 | 49 | 43 | —  | — | —  | —  | — |